# 610 Valeska
Valeska (asteróide 610) é um asteróide da cintura principal, a 2,2728608 UA. Possui uma excentricidade de 0,2621339 e um período orbital de 1 974,63 dias (5,41 anos).
Valeska tem uma velocidade orbital média de 16,97051771 km/s e uma inclinação de 12,73142º.
Esse asteróide foi descoberto em 26 de Setembro de 1906 por Max Wolf.